# Бахматовское
Бахма́товское (также Боровское) — озеро в Алейском районе Алтайского края. На его берегах расположено старинное село Боровское (первоначальное название — Бахматово). Площадь озера — 19,6 км², площадь водосборного бассейна — 3010 км².

## Физико-географическая характеристика
Озеро находится на Приобском плато в ложбине древнего стока, простираясь с юго-запада на северо-восток, вдоль Барнаульского ленточного бора на 14,2 км (при ширине до 2,4 км). Является проточным озером, соединяясь протоками — на юго-западе с озером Средним, а на северо-востоке с озером Серебренниковским. Расположено в системе реки Барнаулки. Высота водного зеркала — 217,9 м над уровнем моря.
Рельеф дна ровный, с постепенным нарастанием глубин от периферии к центру. Грунт дна озера песчано-илистый с преобладанием серого ила.
Температура воды в июле у поверхности +22 — +26 °C, у дна +23 — +25 °C.
Питание происходит за счет поверхностного стока с окружающего водосборного бассейна (за последние десятилетия[когда?] в связи с полной распашкой окружающих земель и подпруживанием небольших речек, приносивших воду в озеро, этот вид подпитки водоема значительно сократился), за счет таяния снега на поверхности озера, на прибрежных территориях и прежде всего боровой части берега, за счет выхода грунтовых вод, имеющих высокие горизонты залегания.
Озеро имеет большую площадь водного зеркала, небольшие глубины (средняя глубина — 1,9 м) и периодические колебания уровня, при низких отметках которого повышается минерализации воды, а зимой случаются заморные явления.

## Растительность и животный мир
В прибрежных, мелководных частях озера значительны заросли камыша, рогоза, тростника. Из погруженной растительности характерны рдесты. Фитопланктон составляют главным образом синезелёные водоросли. Главными формами зоопланктона являются дафнии и ануреи.
В заиленом придонном слое и в массе воды обитают небольшие моллюски, пиявки, черви-трубочники (малощетинковые черви), рачки-бокоплавы, водные клопы, личинки комаров-звонцов (хирономиды), ручейников, стрекоз.
Рыбные обитатели не отличаются видовым разнообразием. Можно встретить пескаря и озерного гольяна, но главным обитателем водоема является серебряный карась. Водоплавающие птицы в теплый период года (с апреля по сентябрь, а некоторые по октябрь) прилетают, гнездятся в тихих заводях, выводят потомство, используя в качестве корма не только ихтиофауну и флору озера, но и растительное изобилие окружающей распаханной степи, с её культурными злаками. Кряква, чирок, хохлатая чернеть, лысуха до первых заморозков обитают на водных просторах озера.

## История освоения
Водоем давно используется человеком. Вероятнее всего, если проводить аналогии с другими озёрами Приобского плато, стоянки человека эпохи неолита и даже верхнего палеолита могли существовать по берегам древнего водоема. Известно, что тогда, в эпоху каменного века, люди охотились на мелких животных, боровую и водоплавающую дичь, занимались рыболовством и собирательством. В более поздние эпохи — бронзового и железного веков, происходило усовершенствование орудий охоты и рыбной ловли. Человек наряду с традиционными видами хозяйственной деятельности осваивал новые — земледелие, отгонно-пастбищное скотоводство. И тогда и в более позднее историческое время, уже кочевые народы, приходившие на эту землю со своим укладом жизни и первые русские поселенцы (с середины XVIII века) осевшие на берегах большого водоема, все непременно включали в свою хозяйственную деятельность, в свою жизнь и быт, использование природных даров озера.

## Современное состояние
Озеро имеет рыбопромысловое значение. В 70-е годы XX века проходила акклиматизация пеляди, окончившаяся неудачей. Охота на водоплавающую птицу регулируется сезонными ограничениями Алтайкрайохотуправления. Накопленные за все время существования озера, массы придонного ила являются источником природных органических удобрений (сапропель), богатых различными микроэлементами, витаминами и ферментами. Относится к озёрам с высоким потенциалом самоочищения и прежде всего по отношению к органическим загрязнениям, связанным с сельскохозяйственной деятельностью человека.
Является привлекательным местом отдыха и летней рыбалки. Экологическое состояние побережья, доступного для отдыха, из-за отсутствия должного контроля природоохранных служб, год от года ухудшается.